# L’Île-Bizard–Sainte-Geneviève
L’Île-Bizard–Sainte-Geneviève – jedna z dziewiętnastu dzielnic Montrealu. Została utworzona w 2002 roku poprzez włączenie miast L’Île-Bizard i Sainte-Geneviève. Oprócz niewielkiego fragmentu na Île de Montréal obejmuje cały obszar wyspy Bizard.
Liczba mieszkańców L’Île-Bizard–Sainte-Geneviève wynosi 17 590. Język francuski jest językiem ojczystym dla 59,7%, angielski dla 19,2% mieszkańców (2006).
Dzielnica jest podzielone na 4 dystrykty:
- Pierre-Foretier
- Denis-Benjamin-Viger
- Jacques-Bizard
- Sainte-Geneviève